# 茨城県道210号谷田部藤代線

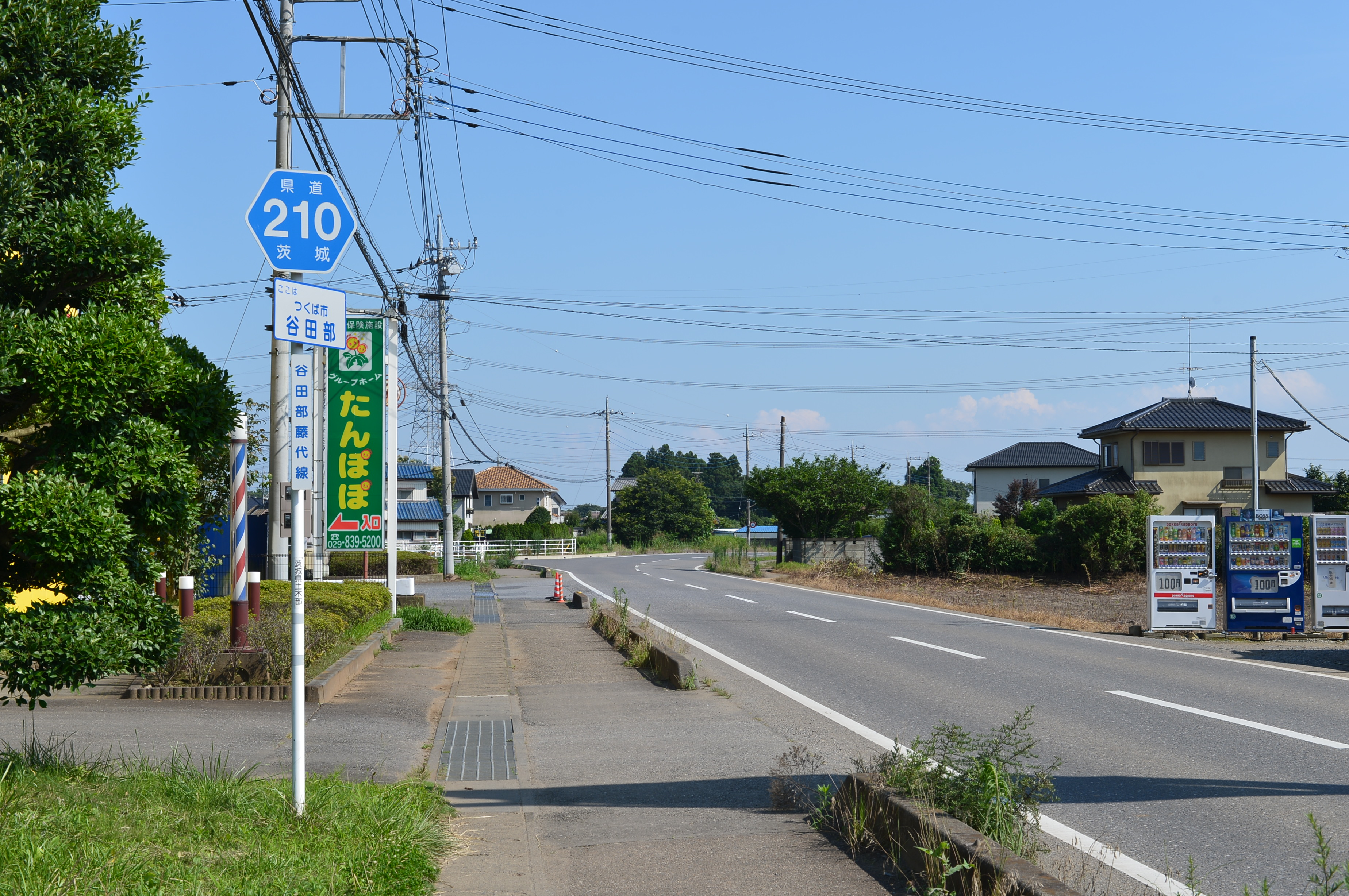
茨城県道210号谷田部藤代線
つくば市谷田部（2015年7月）

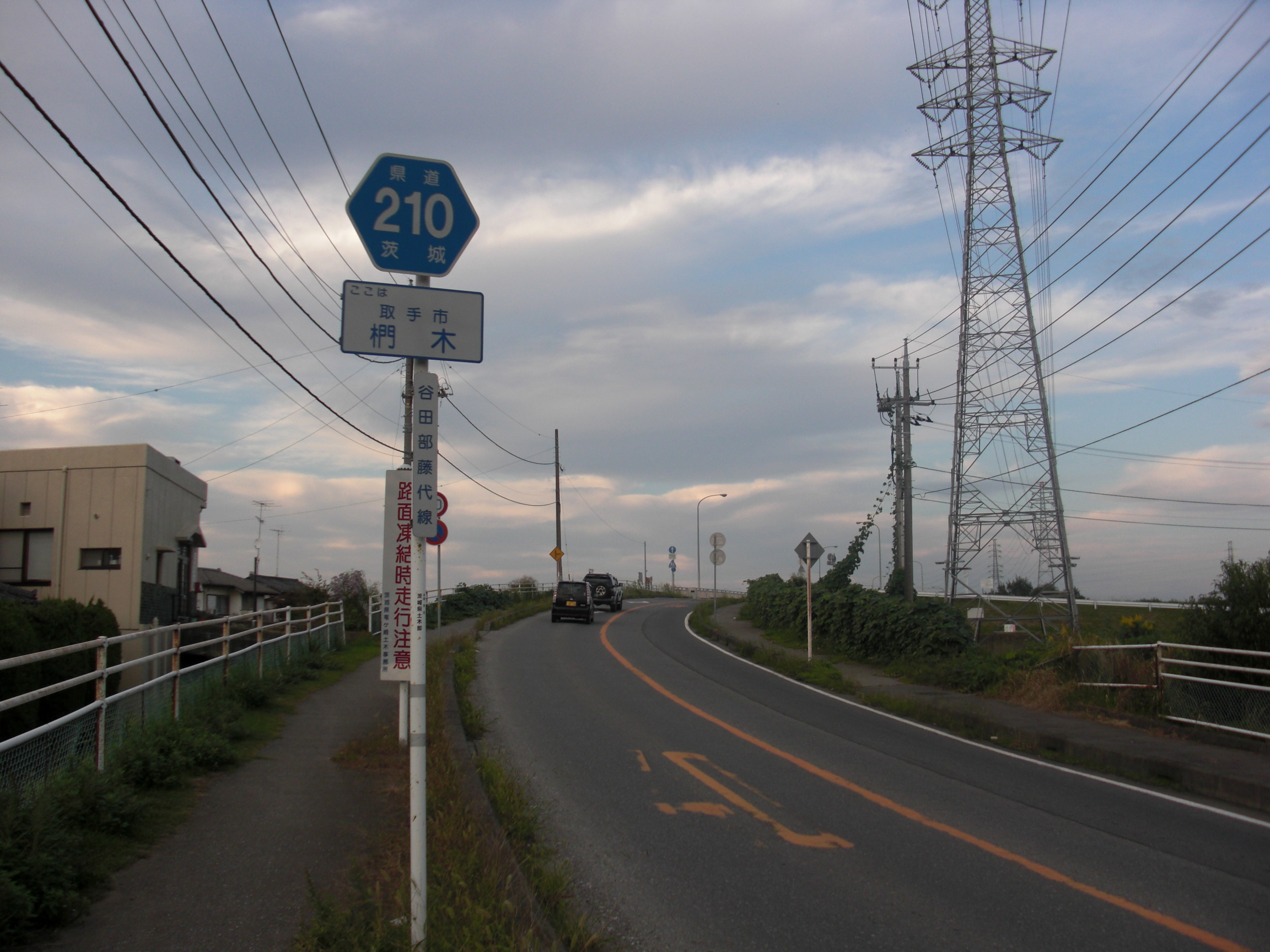
取手市椚木（くぬぎ）（2010年10月）

茨城県道210号谷田部藤代線（いばらきけんどう210ごう やたべふじしろせん）は、茨城県つくば市谷田部から同県取手市藤代に至る一般県道である。

## 概要
つくば市谷田部の茨城県道3号つくば野田線（不動前交差点）より分岐南下し取手市藤代までを結び、つくば市南部地域（茎崎町地区）を南北に縦断する延長約15キロメートル (km) の路線。つくば市境松から同市上岩崎までの道は細く、すれ違いに苦労するような部分もあったが、現在は拡幅工事が完了している。

### 路線データ
- 起点 茨城県つくば市谷田部 不動前交差点（茨城県道3号つくば野田線交点）[1]
- 終点 茨城県取手市藤代字蔵前719番1地先（茨城県道208号長沖藤代線交点）[2]
- 総延長：15.097 km[3]
- 重用延長：0.055 km[3]
- 未供用延長：なし[3]
- 実延長：15.042 km[3]
- 自動車交通不能区間延長[注釈 1]：なし[3]

## 歴史
1959年（昭和34年）10月14日、新たな県道として筑波郡谷田部町（現、つくば市）を起点とし、北相馬郡藤代町（現、取手市）を終点とする区間を本路線とする県道谷田部藤代として茨城県が県道路線認定した。
1995年（平成7年）に整理番号210となり現在に至る。

### 年表
- 1920年（大正9年）4月1日：現在の路線の前身である水海道竜ヶ崎線が路線認定される。[4]
- 1944年（昭和19年）6月14日：同じく谷田部相馬線が路線認定される。[5]
- 1959年（昭和34年）10月14日
  - 現在の路線が路線認定される（図面対照番号221）[6]。
  - 道路の区域は、筑波郡谷田部町大字谷田部の県道谷田部守谷線（現在はつくば野田線）分岐から北相馬郡藤代町大字藤代の県道藤代板戸井岩井線（現在の県道守谷藤代線にあたる）交点までと決定された[1]。
- 1964年（昭和39年）5月1日：筑波郡伊奈村大字城中 - 北相馬郡藤代町大字浜田を道路拡幅線形改良・供用開始[7]。
- 1986年（昭和61年）6月7日：北相馬郡藤代町大字下萱場 - 大字藤代の小貝川に架かる小貝橋を供用開始[8]。
- 1992年（平成4年）3月2日：藤代町大字浜田 - 大字上萱場のバイパスを新設する道路区域（1.79 km）を指定[9]。
- 1995年（平成7年）
  - 3月30日：整理番号277から現在の番号（整理番号210）に変更される[10]。
  - 11月1日：稲敷郡茎崎町大字上岩崎地内（上岩崎交差点付近）バイパス道路（約0.6 km）が開通[11]。
- 2001年（平成13年）12月3日：藤代町大字藤代（旧国道6号・谷中本田交差点から一般県道守谷藤代線）まで旧道（416 m）が指定解除され、藤代町道へ降格[2]。
- 2002年（平成14年）3月7日：茎崎町大字上岩崎の旧道（620m）が指定解除され、茎崎町道へ降格[12]。
- 2004年（平成16年）3月22日：つくば市境松 - 同市駒込の区間が、通行する車両の高さの最高限度4.1 mの道路に指定[13]。
- 2011年（平成23年）12月22日：つくば市境田 - 同市境松の狭隘区間（1.52 km）を2車線化拡幅する道路区域指定[14]。
- 2020年（令和2年）4月1日
  - つくば市谷田部 - つくば市境松（県道19号交点）を、通行する車両の総重量の最高限度25トンの道路に指定[15]。
  - つくば市谷田部 - つくば市境松（県道19号交点）を、通行する車両の高さの最高限度が4.1メートルの道路に指定[16]。

## 路線状況
道路法の規定に基づき、以下の区間は緊急輸送道路として機能を維持するため、災害発生時の被害拡大防止を目的に道路用地内に新たに電柱を建てることが制限されている。
- つくば市飯田（つくば市道交差） - つくば市境田（つくば市道交差）[17]
- 取手市下萱場（取手市道交差） - 取手市萱場（取手市道交差：萱場交差点）[17]

### 道路施設
- 不動橋（常磐自動車道、つくば市谷田部）

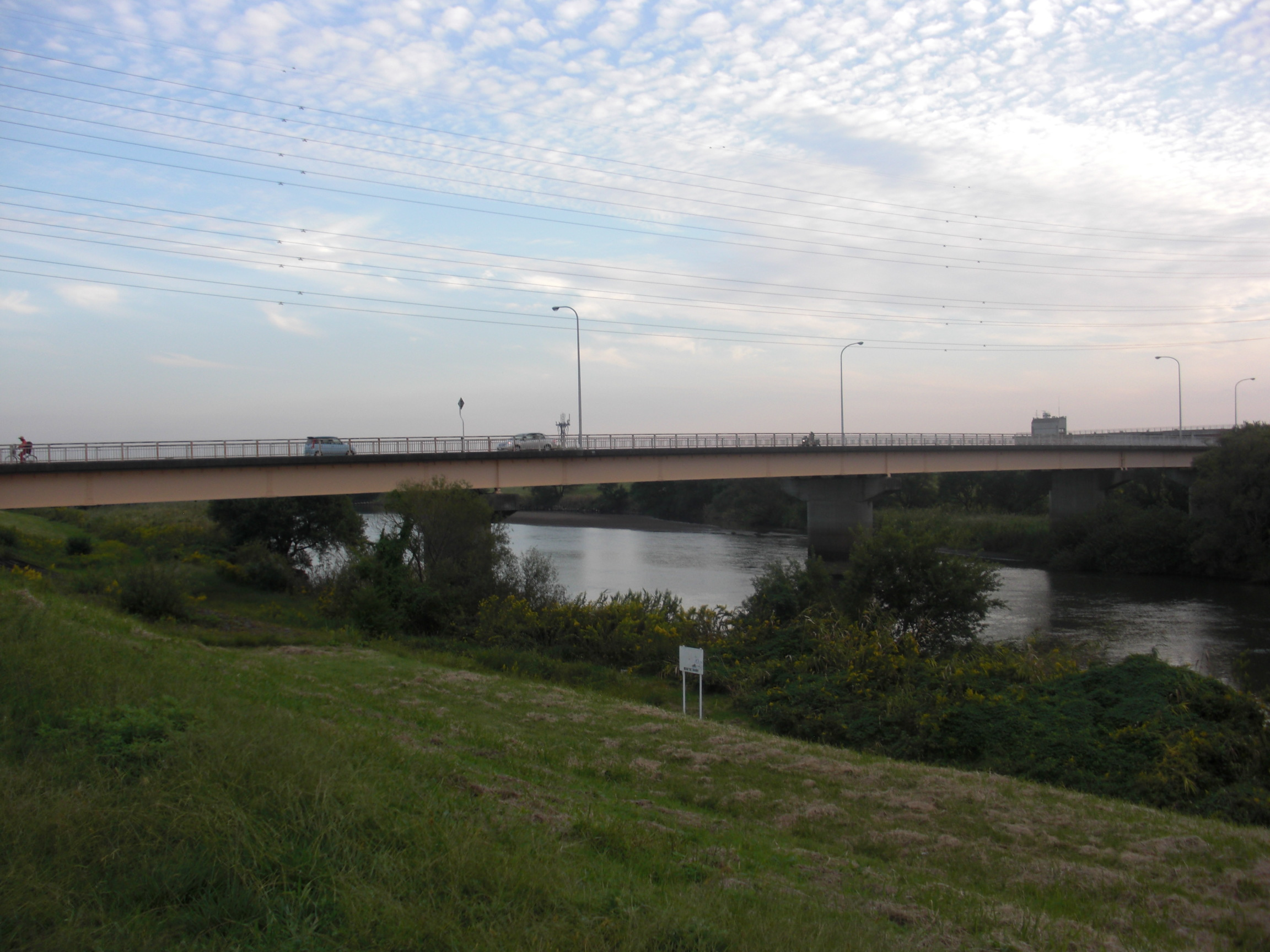
小貝橋

- 細見橋（西谷田川（牛久沼）・昭和54年9月竣工、つくば市細見-龍ケ崎市庄兵衛新田町 - つくばみらい市足高）
- 小貝橋（小貝川、取手市）

## 地理

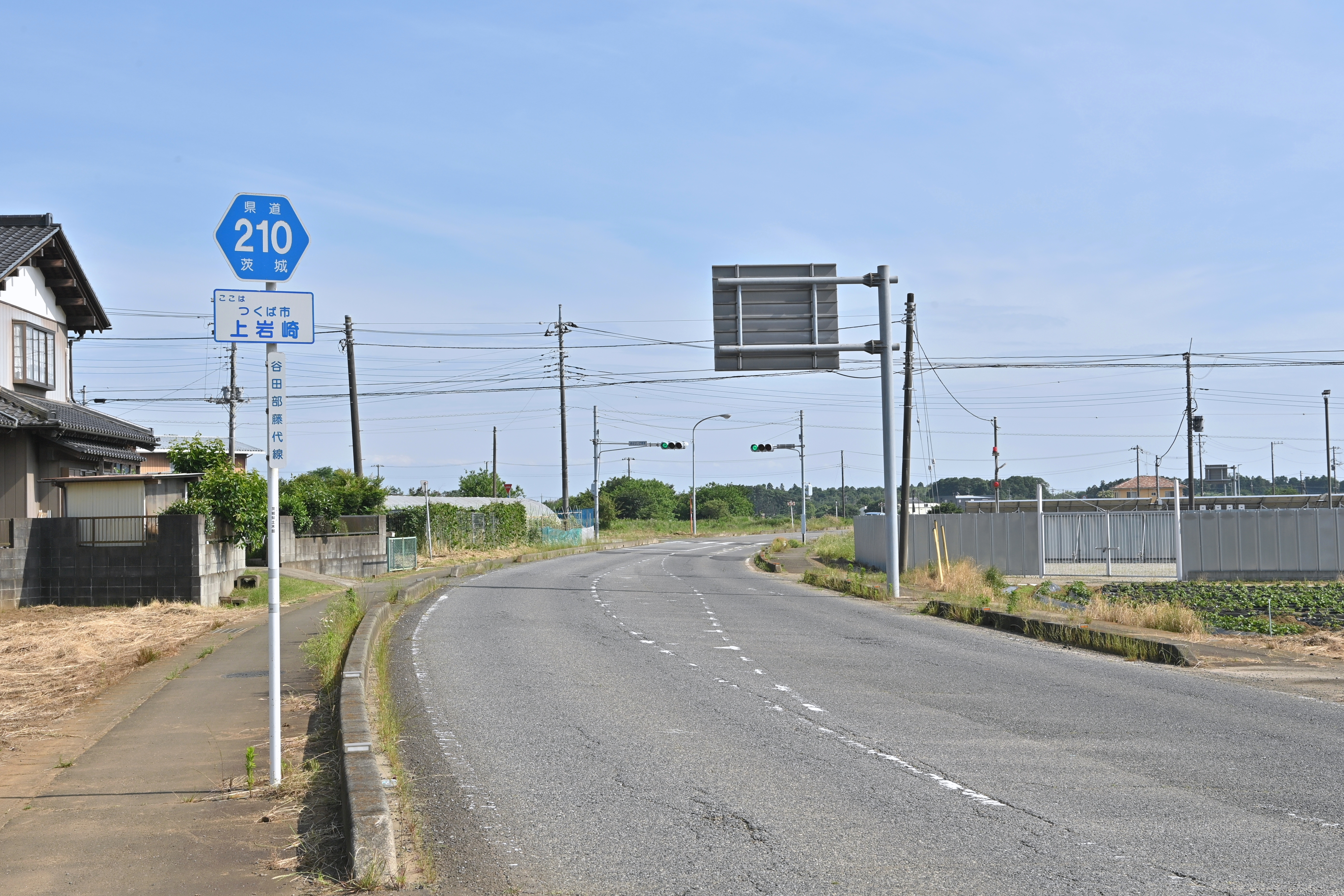
つくば市上岩崎（2025年6月）

### 通過する自治体
- 茨城県
  - つくば市 - 龍ケ崎市 - つくばみらい市 - 取手市

### 交差する道路
- つくば市
  - 茨城県道3号つくば野田線 （つくば市谷田部・起点 不動前交差点）
  - 茨城県道127号谷田部小張線（本線：起点不動前交差点、支線：つくば市谷田部3381地先の名称無し交差点）
  - 茨城県道19号取手つくば線 （つくば市境松 境松交差点）
  - 茨城県道46号野田牛久線（つくば市上岩崎 上岩崎交差点）
- 取手市
  - 茨城県道211号高岡藤代線（取手市浜田 - 取手市藤代）※重複
  - 茨城県道251号守谷藤代線（取手市藤代地内終点まで重複）
  - 茨城県道208号長沖藤代線（取手市藤代・終点 藤代庁舎東交差点）

### 沿線
- 茨城県立つくば工科高等学校（つくば市谷田部）
- 茨城県立藤代紫水高等学校（取手市紫水）
- 取手市立藤代小学校（取手市藤代）
- 取手市役所藤代庁舎（取手市藤代）